# 裴迪 (五代)
裴迪（?—?），字升之，五代十国后梁闻喜县（今山西省闻喜县）人。
裴迪为人明敏干练，善于理财。唐末司空裴璩判度支，征辟他为出使巡官。都统王铎镇守滑州，以裴迪为汴州、宋州、郓州等州供军院使。王铎为租庸使，裴迪为租庸招纳使。朱温为宣武军节度使，以裴迪为节度判官，委任他供军之事，并掌理判狱。朱温西攻李茂贞，王师范计划袭占汴州城，裴迪发觉，派朱友宁率兵巡兖州、郓州。朱温为“迎銮叶赞功臣”，对裴迪说：“叶赞之功，惟裴公有之，他人不足当也。”裴迪被唐朝朝廷任命为太常卿。朱温即位建立后梁，召拜裴迪为右仆射，一年后告老，以司空致仕，在家中去世。